# Tommaso Porcacchi
Tommaso Porcacchi, écrivain italien, né à Castiglion Fiorentino en 1530, mort à Udine en octobre 1576.

## Biographie
Né vers 1530 à Castiglion Fiorentino, Tommaso Porcacchi annonça dès sa première jeunesse un goût très-vif pour l’étude. Voulant satisfaire sa curiosité et acquérir de nouvelles connaissances, il visita les principales villes d’Italie et fut accueilli partout avec les égards que l’on doit aux talents. Il s’arrêta quelque temps à Florence, depuis à Bologne et s’établit enfin à Venise en 1559. S’étant lié d’une étroite amitié avec Gabriele Giolito de' Ferrari, célèbre imprimeur, il lui suggéra l’idée de publier la collection des anciens historiens grecs et latins, traduits en italien. Ce fut Porcacchị qui surveilla l’impression de ces deux précieuses collections, connues sous le nom de Collana greca et Collana latina. Il traduisit lui-même quelques-uns des ouvrages qui devaient y entrer et dont il n’existait pas encore de versions ; il revit et corrigea le style de plusieurs et les enrichit de préfaces, de notes et d’additions intéressantes. Cet infatigable éditeur a donné des réimpressions estimées d’un grand nombre d’ouvrages, tels que : l’Histoire de Milan, par Bernardino Corio, le Roland furieux de L'Arioste, l’Arcadie de Sannazaro, les Lettres amoureuses de Parabosco, les Œuvres de Delminio, les Antiquités de Rome de Bernardo Gamucci, l’Histoire d’Italie de Guichardin, les Facetie de Domenichi, Gli Asolani de Bembo, la Fabrica de Francesco Alunno, la traduction italienne de L'Imitation de Jésus-Christ par frère Rémi Florentin, refaite et corrigée, Venise, 1569, in-12°, etc. Il se proposait de publier une nouvelle Collana, ou le recueil des meilleurs sermons des plus célèbres prédicateurs : mais il n’en a paru qu’un seul volume, Venise, 1565, in-8°, rare, suivant Haym (voy la Bibl. ital.). Porcacchi en octobre 1576 à Venise, dans la maison du comte de Savorgnano, l’un de ses plus zélés protecteurs. Il était membre de l’académie des Occulti de Brescia, et il a inséré quelques vers latins dans le recueil de cette société.

## Œuvres

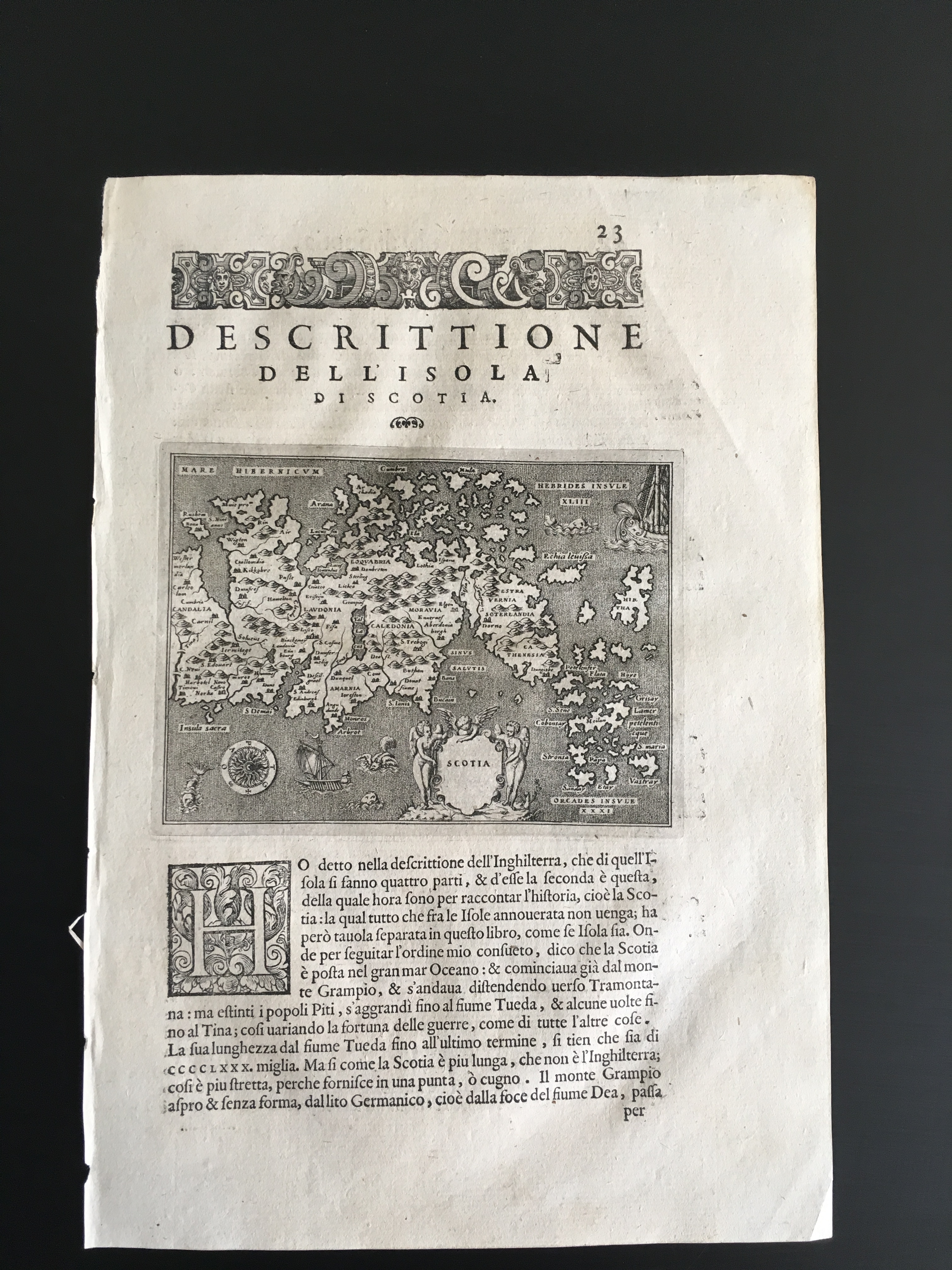
Description de l'Écosse dans L'Isole più Famose del Mondo de Tomaso Porcacchi, Venise 1572.

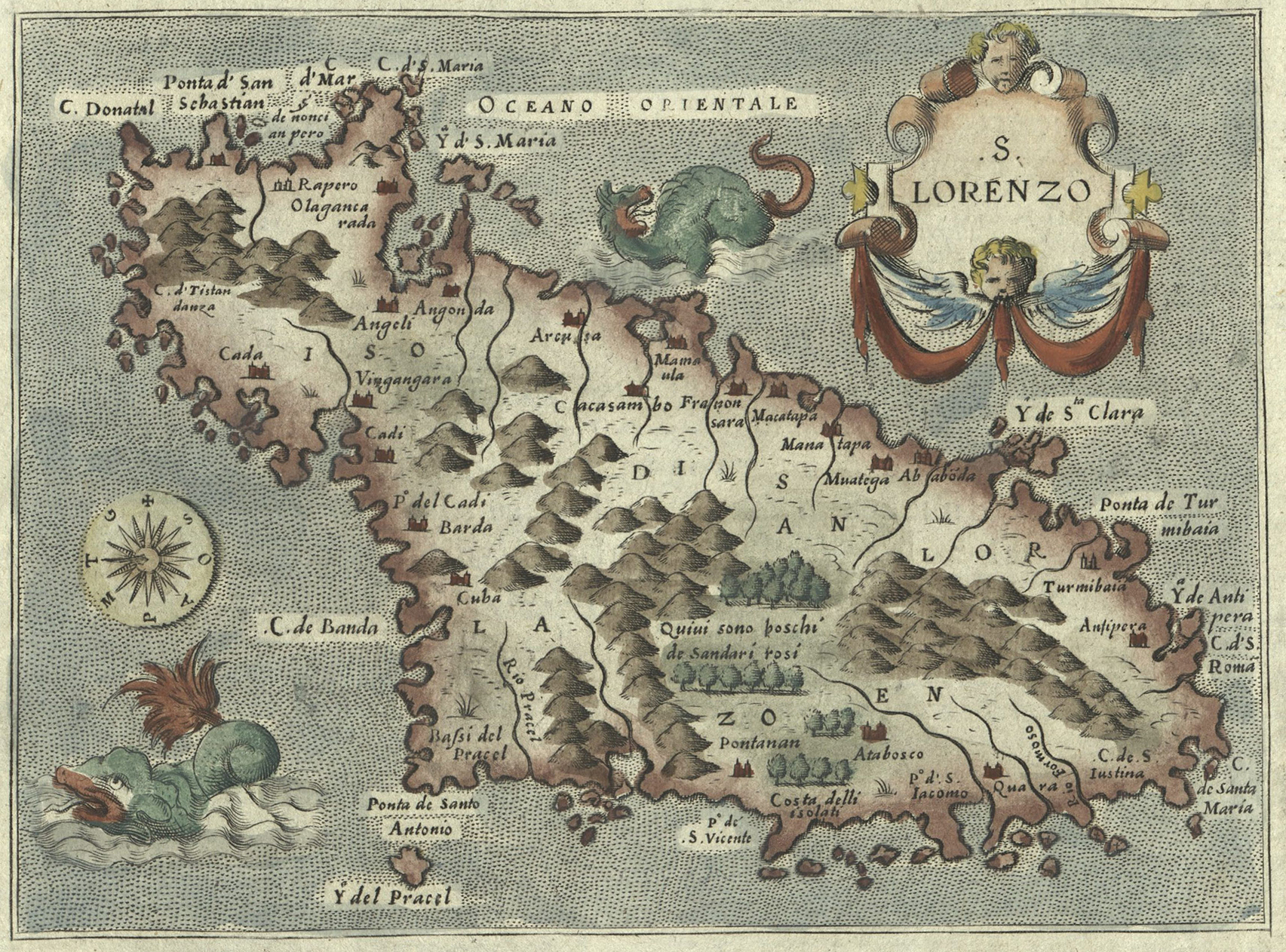
S. Lorenzo [Madagascar], L'Isole più Famose del Mondo, 1572

Outre les traductions de Dictys de Crète et de Darès, de Justin, de Quinte-Curce et de Pomponius Mela, qui font partie des Collana, celle du cinquième livre de l’Enéide (en vers sciolti) et quelques opuscules dont on trouvera les titres dans le tome 34 des Mémoires de Niceron, on a de Porcacchi :
- Lettere di tredeci uomini illustri raccolte, Venise, 1565, in-8°. Ce recueil eut quatre éditions dans le XVIe siècle ; celle de 1582, qui est la quatrième, est la plus complète et la plus recherchée.
- Paralleli ed esempli simili, ibid., 1566, in-4°.
- Il primo volume delle cagioni delle guerre antiche, ibid., 1566, in-4°: On voit que l’auteur se proposait de continuer cet ouvrage ; mais la suite n’a point paru.
- La Nobiltà della città di Como, ibid., 1569, in-4°.
- le Isole più famose del mondo, ibid., 1572, in-fol. ; 4e édit., 1604, même format. Cet ouvrage, qui contient quelques descriptions bien faites et qu’on peut lire encore avec intérêt, est orné de plans par Jérôme Porro, artiste assez distingué.
- Le attioni d’Arrigo III, re di Francia e di Polonia, ibid., 1574, in-4°. C’est la description de l’entrée solennelle de Henri III à Venise et des fêtes qui lui furent offertes par le Sénat.
- Funerali antichi di diversi popoli et nationi, Venise, 1574, in-4° de 109 pages ; ouvrage rare et recherché, principalement à cause des gravures. On trouve quelques vers de Porcacchi dans le tome 1er des Delitiæ poetar. italor. Ghilini a donné l’éloge de Porcacchi dans le tome 1er du Theatro d’uomini letterati, p. 247.